# Japon aux Jeux olympiques d'été de 1992
Le Japon participe aux Jeux olympiques d'été de 1992 à Barcelone en Espagne. Deux-cent-cinquante-six athlètes japonais, dont 81 femmes, ont participé à 166 compétitions dans vingt-quatre disciplines sportives. Ils y ont obtenu un total de vingt-deux médailles : trois d'or, huit d'argent et onze de bronze.

## Médailles
| Médaille | Discipline            | Épreuve                              | Athlète | Performance | Date |
| -------- | --------------------- | ------------------------------------ | --- | ----------- | ---- |
| Or       | Judo                  | Hommes - Moins de 71 kg              | Toshihiko Koga |             |      |
| Or       | Judo                  | Hommes - Moins de 78 kg              | Hidehiko Yoshida |             |      |
| Or       | Natation              | 200 m brasse femmes                  | Kyoko Iwasaki |             |      |
| Argent   | Judo                  | Hommes - Plus de 95 kg               | Naoya Ogawa |             |      |
| Argent   | Judo                  | Femmes - Moins de 48 kg              | Ryoko Tamura |             |      |
| Argent   | Judo                  | Femmes - Moins de 52 kg              | Noriko Mizoguchi |             |      |
| Argent   | Judo                  | Femmes - Moins de 72 kg              | Yoko Tanabe |             |      |
| Argent   | Athlétisme            | Marathon femmes                      | Yuko Arimori |             |      |
| Argent   | Athlétisme            | Marathon femmes                      | Koichi Morishita |             |      |
| Argent   | Gymnastique           | Sol hommes                           | Yukio Iketani |             |      |
| Argent   | Tir                   | Fosse olympique                      | Kazumi Watanabe |             |      |
| Bronze   | Judo                  | Hommes - Moins de 60 kg              | Tadanori Koshino |             |      |
| Bronze   | Judo                  | Hommes - Moins de 86 kg              | Hirotaka Okada |             |      |
| Bronze   | Judo                  | Femmes - Moins de 56 kg              | Chiyori Tateno |             |      |
| Bronze   | Judo                  | Femmes - Plus de 72 kg               | Yoko Sakaue |             |      |
| Bronze   | Gymnastique           | Concours par équipes hommes          | |             |      |
| Bronze   | Gymnastique           | Barres parallèles hommes             | Masayuki Matsunaga |             |      |
| Bronze   | Tir                   | Carabine 3 positions 50 m - hommes   | Ryohei Koba |             |      |
| Bronze   | Natation synchronisée | Solo                                 | Fumiko Okuno |             |      |
| Bronze   | Natation synchronisée | Duo                                  | Fumiko Okuno Aki Takayama |             |      |
| Bronze   | Baseball              |                                      | Tomohito Ito, Shinichiro Kawabata, Masahito Kohiyama, Hirotami Kojima, Hiroki Kokubo, Takashi Miwa, Hiroshi Nakamoto, Masafumi Nishi, Kazutaka Nishiyama, Koichi Oshima, Hiroyuki Sakaguchi, Shinichi Sato, Yasuhiro Sato, Masanori Sugiura, Kento Sugiyama, Yasunori Takami, Akihiro Togo, Koji Tokunaga, Shigeki Wakabayashi, Katsumi Watanabe |             |      |
| Bronze   | Lutte                 | Lutte libre - Poids légers, 62-68 kg | Kosei Akaishi |             |      |